# Porcelanowiec
F53.27 Porcelanowiec – wrak żaglowca znaleziony w wodach Zatoki Gdańskiej, pochodzący z I połowy XIX wieku. Jego nazwa pochodzi od przewożonego na pokładzie fajansu angielskiego.

## Lokalizacja i odkrycie
Wrak został odkryty w 1965 roku przez załogę m.s. Czapla – jednostki należącej do Polskiego Ratownictwa Okrętowego. Wrak leży na głębokości 16 metrów i jest oddalony od cypla w Gdyni-Redłowie ok. 6,5 km na wschód. Po odkryciu wraku w roku 1965 badacze błędnie odnotowali jego lokalizację – gdy wznowiono badania w latach 70. i 80., naukowcom nie udawało się ponownie odnaleźć wraku podczas kolejnych prób podejmowanych w roku 1979, 1983 i 1984. Wrak pomyślnie zlokalizowano w roku 2009. Do roku 2017 obiekt nie został wydobyty.  

## Budowa statku
Długość wraku wynosi ponad 20 metrów. Skonstruowano go z rzadko spotykanego drewna świerkowego oraz sosnowego. 

## Zabytki z wraku
Wydobyto łącznie 120 zabytków – w tym liczne fragmenty fajansowych i porcelanowych naczyń i talerzy wyprodukowanych w Wielkiej Brytanii w hrabstwie Staffordshire.